# District de Chalkar
Le  district de Chalkar (kazakh : Шалқар ауданы) est un district de l'Oblys d'Aktioubé au sud-ouest du Kazakhstan. 

## Géographie
Son centre administratif est la ville de Chalkar.

## Démographie
Le  district de Chalkar a une population de 38 961 habitants (2013).